# Filosofia francesa
A filosofia francesa denomina um contexto da filosofia moderna e contemporânea, dermarcado pela emergência da nação francesa e pelo uso da língua francesa.  Sua origem costuma ser localizada no pensamento e na obra de René Descartes, ou num grupo distintivo de escritores que refletiam sobre as problemáticas culturais e políticas da França no século XVI, especialmente a questão religiosa, em sequência ao Massacre da noite de São Bartolomeu.